# Texas Eagle
El Texas Eagle es un tren de pasajeros operado por Amtrak entre Chicago y San Antonio. El tren se une al Sunset Limited en San Antonio y continúa hacia Los Ángeles a través de El Paso y Tucson. La ruta combinada de 4390 km es la más larga de los Estados Unidos y la segunda más larga de las Américas, después del The Canadian.
Antes de 1988, el tren se conocía simplemente como Eagle.

## Historia
El Texas Eagle de Amtrak es el sucesor directo del tren Missouri Pacific Railroad y Texas and Pacific Railway del mismo nombre, que se inauguró en 1948 y finalmente se suspendió en 1971. La ruta del Texas Eagle de Amtrak es más larga.
El Eagle comenzó el 2 de octubre de 1981 como una reestructuración del Inter-American, que había operado un horario diario desde Chicago a Laredo vía San Antonio desde 1973. Desde 1979 en adelante, operó una sección a Houston, Texas, que se separó en Temple, Texas. El nuevo Eagle eliminó la sección de Houston, mientras que su terminal sur se redujo de Laredo a San Antonio. El nuevo tren llevaba equipo de Superliner, reemplazando a los vagones de Amfleet del Inter-American. Además, el nuevo tren funcionó en un horario de tres veces por semana con un vagón directo del Sunset Limited a Los Ángeles, aunque este último no se anunció hasta el horario de abril de 1982.
El 15 de noviembre de 1988, Amtrak revivió una sección a Houston, esta vez divergiendo en Dallas y recorriendo la ruta del Sunbeam del Southern Pacific. Era la primera vez que el tráfico de pasajeros atendía esa ruta desde 1958. Amtrak tenía la intención de operar el Lone Star en esta ruta en la década de 1970, pero abandonó el plan ante la obstrucción de Southern Pacific. Con el cambio, Amtrak revivió el nombre Texas Eagle para el tren tres veces por semana Chicago-San Antonio/Houston. El 4 de abril de 2013, Amtrak abrió una nueva estación en Hope, Arkansas, la ciudad natal del expresidente estadounidense Bill Clinton. Arcadia Valley se agregó el 17 de noviembre de 2016, sirviendo al condado de Iron, Misuri.

### Pandemia de COVID-19
Como parte de la respuesta de Amtrak a la pandemia de COVID-19, que resultó en una gran disminución del número de pasajeros, el servicio se redujo a tres veces por semana en todo el corredor el 11 de octubre de 2020. En marzo de 2021, Amtrak anunció planes para que Texas Eagle vuelva a su horario anterior a la pandemia. Sin embargo, el tren comenzó a operar en un horario de cinco días a la semana en enero de 2022 debido a un resurgimiento del virus causado por la variante ómicron y permaneció así hasta marzo de 2022.

### Cambios propuestos
En la edición de agosto de 2009 de Trains, Brian Rosenwald, jefe de administración de productos de Amtrak, señaló que Sunset Limited podría ser reemplazado por una extensión del Texas Eagle a Los Ángeles: "Proyectamos los ingresos y analizamos la logística, y con un poco de reprogramación llegó a la conclusión de que podemos hacer que esto suceda con el equipo que tenemos, y los ingresos adicionales que gana el tren cubrirán con creces los mayores costos operativos". Las medidas restauraría una conexión con el Coast Starlight en ambas direcciones y trasladaría el abordaje en Maricopa y Tucson, Arizona, a tiempos civilizados. "Estamos poniendo una estaca en el suelo: Triweekly debe desaparecer", dijo Rosenwald. Si bien la ruta de Sunset Limited no se reemplazaría por completo, las mejoras de rendimiento enumeradas explican lo que sucederá:
- Conversión a tren diario Chicago-Los Ángeles
- Acortamiento del horario en 9 horas
- Servicio de trozo de San Antonio-Nueva Orleans a diario para conectarse con este tren
- Uso del Diner-Lounge en el servicio stub

Estos cambios, a su vez, crearían un cambio a través del tren similar al del Empire Builder. Dicho servicio se originaría en Los Ángeles y se dividiría en San Antonio, y viceversa desde Nueva Orleans.

## Operación

### Ruta
A partir de julio de 2022, el tren 21 en dirección sur sale de Chicago a la 1:45 p. m., y corre entre Chicago y su primera parada en Joliet, paralelo al canal de Illinois y Michigan, primero a lo largo de la subdivisión de Freeport del Canadian National y luego la Subdivisión CN Joliet, que también es utilizada por el Corredor Heritage de Metra y el Lincoln Service de Amtrak. Desde Joliet, el tren viaja a lo largo de los rieles de Union Pacific, a menudo paralelos a la Interestatal 55, haciendo paradas en estaciones en Pontiac, Bloomington-Normal, Lincoln, Springfield, Carlinville (una parada de bandera) y Alton antes de cruzar el río Mississippi para hacer su parada en Centro de transporte de Gateway de San Luis, programado para las 7:13 pm. Después de San Luis, el tren bordea las mesetas de Ozark y se detiene en Poplar Bluff, Missouri, antes de cruzar la frontera estatal hacia Arkansas. En Arkansas, el tren para en Walnut Ridge, la capital del estado de Little Rock, y en las estaciones de Malvern, Arkadelphia, Hope y Texarkana, en la frontera entre Arkansas y Texas.
Continuando hacia Texas, el tren hace paradas en Marshall, Longview (conexión de autobús con Houston), Mineola, Dallas y Fort Worth, que tiene conexiones con Oklahoma City a través del Heartland Flyer de Amtrak, y desde allí el tren viaja por las vías BNSF. El tren continúa, haciendo paradas en Cleburne, McGregor, Temple (donde el tren continúa viajando por Union Pacific), Taylor, la capital del estado de Austin, y San Marcos, con una llegada programada a San Antonio a las 9:55 pm (el día siguiente). Un coche cama y un coche (designado internamente como tren 421) se transportan a Sunset Limited los martes, jueves y domingos, saliendo de San Antonio a las 2:45 am.
El tren 22 del Texas Eagle en dirección norte sale de San Antonio a las 7 am y se separa del tren 422 del Sunset Limited en dirección este los martes, viernes y domingos. El tren llega a Chicago a la 1:44 pm del día siguiente.

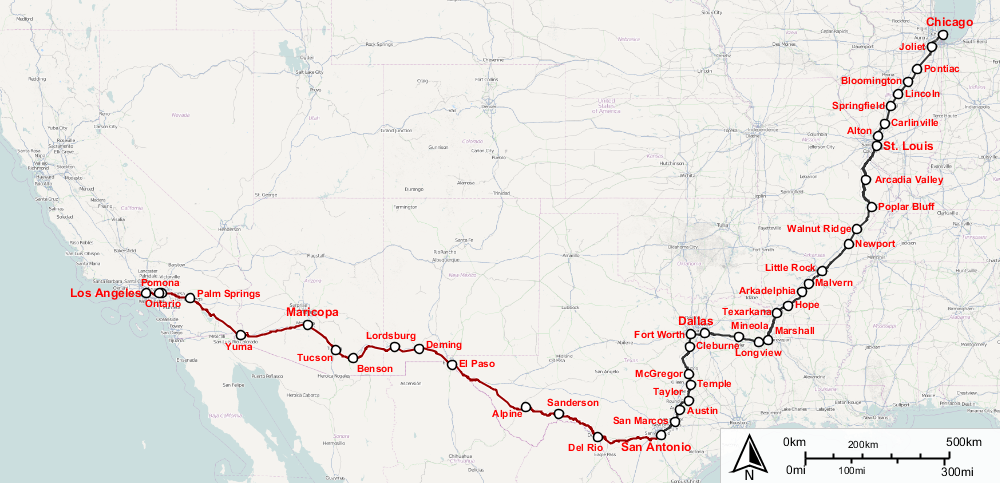
Ruta del Texas Eagle.

### Material rodante

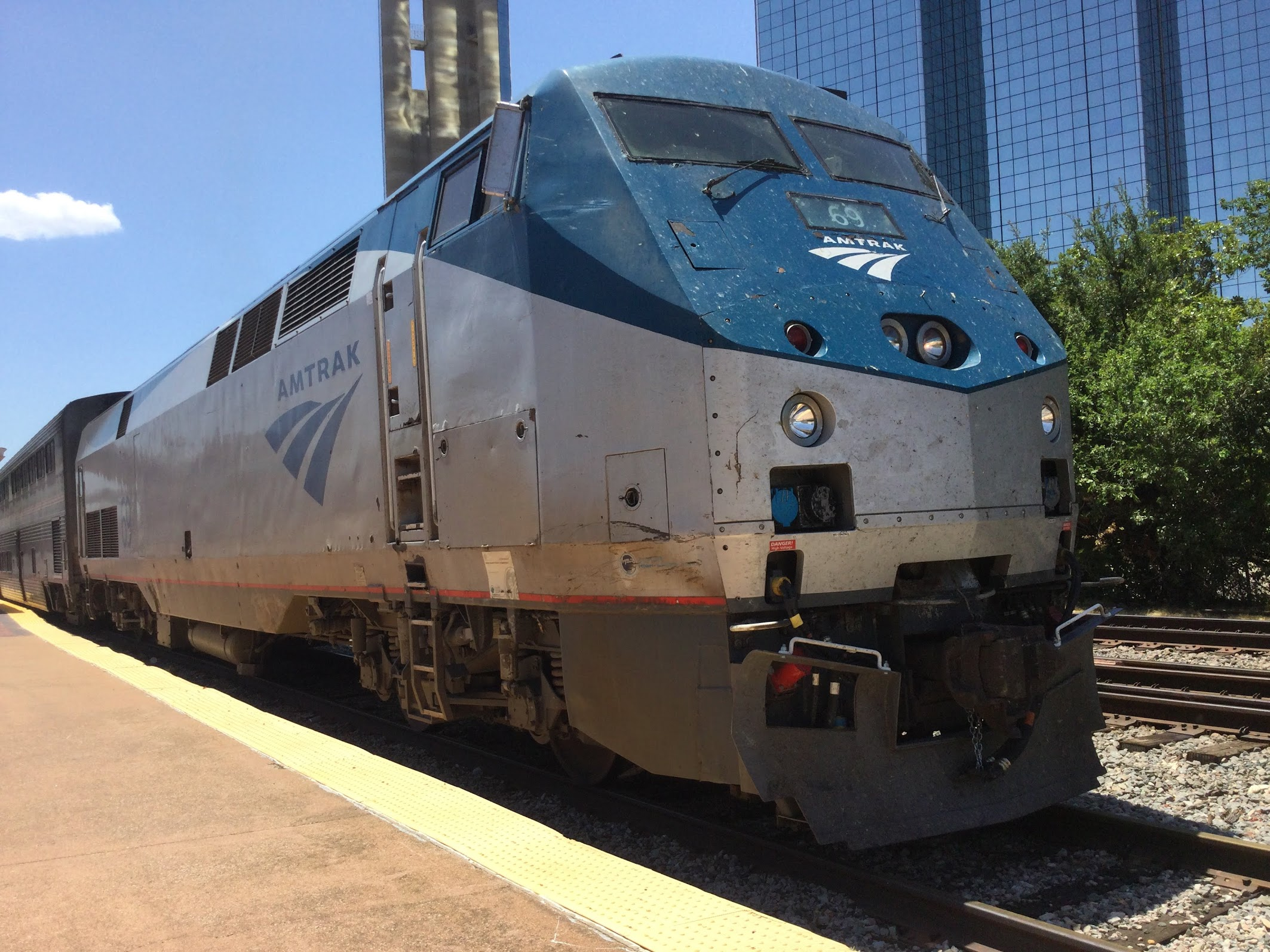
Tren del Texas Eagle llegando a Dallas.

La composición normalmente asignada en el Texas Eagle incluye:
- Locomotora GE Génesis
- Superliner Sleeper
- Superliner Diner-Lounge
- Superliner Coach
- Superliner Coach

El tren una vez contó con un Superliner Sightseer Lounge. Ese vagan ha sido retirado desde octubre de 2020. La decisión sobre si regresará o no sigue en duda.
Tres veces por semana, una locomotora y un vagón cama del Texas Eagle están conectados con el Sunset Limited y viajan entre San Antonio y Los Ángeles como el tren n.º 421/422.
Además, para brindar capacidad adicional, un autocar Superliner adicional opera entre Chicago y San Luis como el tren n.º 321/322.

## Número de pasajeros
Durante el año fiscal 2019, el Texas Eagle transportó 321 694 pasajeros, una disminución del 4,2 % con respecto a 2018. En el año fiscal 2016, el tren tuvo unos ingresos totales de $22 323 171, una disminución del 8,5 % con respecto al año fiscal 2015.
| Año  | Número de pasajeros | Cambio respecto al año anterior |
| ---- | ------------------- | ------------------------------- |
| 2007 | 218,321             | -                               |
| 2008 | 251,518             | 015.25%                         |
| 2009 | 260,467             | 03.56%                          |
| 2010 | 287,164             | 010.25%                         |
| 2011 | 299,508             | 04.30%                          |
| 2012 | 337,973             | 012.84%                         |
| 2013 | 340,081             | 00.62%                          |
| 2014 | 313,338             | 07.86%                          |
| 2015 | 317,282             | 01.26%                          |
| 2016 | 306,321             | 03.45%                          |
| 2017 | 345,679             | 012.85%                         |
| 2018 | 335,771             | 02.87%                          |
| 2019 | 311,367             | 07.27%                          |
| 2020 | 196,078             | 037.03%                         |
| 2021 | 151,393             | 022.79%                         |
| 2022 | 253,491             | 067.44%                         |